# Alchemilla superata
Alchemilla superata é uma espécie de rosácea do gênero Alchemilla, pertencente à família Rosaceae.